# 유이현
유이현(한국어: 우의현, 중국어: 友谊县, 병음: Yǒuyì Xiàn)은 중화인민공화국 헤이룽장성 솽야산시의 행정구역이다. 넓이는 1800km2이고, 인구는 2007년 기준으로 120,000명이다.

## 행정 구역
4개 진, 6개 향, 1개 민족향을 관할한다.
- 진: 友谊镇, 兴隆镇, 凤岗镇, 龙山镇, .
- 향: 兴盛乡, 东建乡, 庆丰乡, 友邻乡, 新镇乡, 建设乡.
- 민족향: 成富朝鲜族满族乡.